# Reque (distrito)
Reque é um distrito do Peru, departamento de Lambayeque, localizada na província de Chiclayo.

## Transporte
O distrito de Reque é servido pela seguinte rodovia:
- LA-114, que liga a cidade ao distrito de Monsefu
- PE-1N, que liga o distrito de Aguas Verdes (Região de Tumbes - Ponte Huaquillas/Aguas Verdes (Fronteira Equador-Peru) - e a rodovia equatoriana E50 - à cidade de Lima (Província de Lima)
- PE-6A, que liga a cidade ao distrito de Cochabamba (Região de Cajamarca)[1][2][3]